# Tân Phong, huyện Cai Lậy
Tân Phong là một xã thuộc huyện Cai Lậy, tỉnh Tiền Giang, Việt Nam. Phạm vi của xã nằm hoàn toàn trên cù lao cùng tên, cù lao Tân Phong. Cái tên Tân Phong có ý nghĩa là vùng đất mới giàu có.

## Địa lý
Phạm vi của xã nằm hoàn toàn trên cù lao cùng tên, vị trí nằm giữa dòng sông Tiền, là xã cuối cùng phía nam của huyện Cai Lậy, về phía đông là cù lao Ngũ Hiệp cũng thuộc cùng huyện. Phần phía nam là một cù lao lớn khác nhưng do nằm vị trí gần với cù lao chính, chia cách bởi một nhánh sông không rộng nên đôi khi được xem là một bộ phận của cù lao chính. Cù lao Tân Phong có hình thoi thon dài theo hướng tây bắc - đông nam. Cù lao ngày nay là sự bồi đắp hợp thành của nhiều cù lao, hay còn gọi là cồn, nằm gần kề. Cù lao Tân Phong gồm 6 cồn là cồn Trích, cồn Đại Diện, cồn Ngậm, cồn Tre, cồn Bầu, cồn Cá Ngát. Trước đây có một cồn gọi là cồn Nổi, rộng khoảng 2 ha, nhưng đã chìm xuống đáy sông Tiền do sạt lở.
Khác với nhóm đất phèn ở các xã phía bắc của Tiền Giang, đất đai Tân Phong là đất phù sa ven sông rất màu mỡ.

## Hành chính
Xã Tân Phong có diện tích 24,70 km², dân số năm 2013 là 12.594 người, mật độ dân số đạt 510 người/km².
Xã gồm 7 ấp là Tân Thái, Tân Thiện, Tân Luông A, Tân Luông B, Tân Bường A, Tân Bường B, Tân An.

## Lịch sử
Cù lao Tân Phong trước còn gọi là Cồn Cù, trước năm 1808 là đơn vị Tân cù Bình An thôn, tức cồn mới bình an, thuộc tổng Bình Dương, châu Định Viễn, dinh Long Hồ, tỉnh Vĩnh Long. Năm 1808 thì thuộc tổng Vĩnh Trường, huyện Vĩnh Bình, phủ Định Viễn, trấn Vĩnh Thanh. Đến năm 1836 đổi tên thành Tân Phong như ngày nay, thuộc tổng Bình Hưng, huyện Vĩnh Bình, phủ Định Viễn, tỉnh Vĩnh Long.
Vào thời Pháp thuộc, đầu năm 1900, Tân Phong chuyển sang thuộc quận Châu Thành, tỉnh Vĩnh Long. Theo một số nghiên cứu lịch sử, khoảng năm 1923 làng Tân Phong được Pháp đổi tên thành Tân Đông. Sau năm 1945, tổng Bình Hưng, trong đó có làng Tân Phong chuyển sang quản lý bởi quận Chợ Lách, tỉnh Vĩnh Long.
Thời Việt Nam Cộng hòa, xã Tân Phong vẫn thuộc quận Chợ Lách, tỉnh Vĩnh Long.
Năm 1967, do thấy qua lại sông Tiền khó khăn, đất Tân Phong lại gần hơn với Cai Lậy, Cái Bè nên chính quyền kháng chiến miền Nam quyết định cắt chuyển sang huyện Cai Lậy để dễ dàng xây dựng phong trào cách mạng, rồi giữ nguyên hiện trạng cho đến ngày thống nhất đất nước cho đến nay.

## Kinh tế – Xã hội
Người dân địa phương sinh sống chủ yếu bằng trồng trọt cây ăn trái như sầu riêng, chôm chôm, mận An Phước, mít nghệ, nhãn,...Qua đó, du lịch miệt vườn trái cây là thế mạnh của xã cù lao. Cù lao có diện tích chôm chôm 550 ha, sầu riêng 284 ha, nhãn 273 ha và 245 ha cây trồng khác. Hàng năm cho sản lượng thu hoạch trên 20.000 tấn trái cây các loại, vì vậy từng được mệnh danh là miền đất "quả vàng" trên sông Tiền. Trên cù lao có khu vực bãi tắm thuộc ấp Tân Thiện nổi tiếng với hình thức du lịch tắm cồn. Ẩm thực địa phương được biết đến nổi bật là ốc gạo. Trung tâm mua bán là chợ Tân Phong, đây là chợ lớn nhất nằm ở giữa cồn, trục đường chính của cồn đi qua đây là đường trải nhựa, gọi là đường trung tâm xã Tân Phong, số hiệu là đường huyện 64 (ĐH.64). Khu chợ khác gồm có chợ Tân An nằm ở đông nam của cồn, đây là một chợ rất nhỏ. Trên cồn có nhiều hộ chăn nuôi bè cá, tập trung nhiều nhất ở ven bờ sông phía đông nam của cồn.
Hiện nay vẫn chưa có cầu bắc qua sông nên việc đi lại đến xã này đều bằng phà. Tây bắc cù lao là phà Tân Phong nhìn qua phía bên kia sông là bến tàu Cái Bè, phà quan trọng thứ hai là phà Rạch Giông nằm ở đông nam nhìn qua phía bên kia sông Tiền là tỉnh Vĩnh Long. Ngoài ra, còn nhiều điểm bến phà khác. Chính quyền tỉnh Tiền Giang đang chuẩn bị xây dựng cầu bắc qua sông.
Xã cù lao này hiện là một cù lao du lịch của tỉnh Tiền Giang, theo Đề án phát triển du lịch cù lao Tân Phong của Ủy ban Nhân dân tỉnh, cho đến năm 2030 sẽ đầu tư 1.160 tỷ VND thúc đẩy du lịch địa phương.
Các vấn đề tự nhiên thường xuyên đe dọa nghiêm trọng cù lao Tân Phong là tình trạng sạt lở nghiêm trọng cũng như nhiễm mặn. Có thời điểm sạt lở tổng chiều dài hơn 5 km. Diện tích sạt lở trong quãng thời gian 5 năm từ 2012 đến 2017 là hơn 10 ha đất bị chìm xuống đáy sông. Để đối phó với sạt lở người dân tăng cường gia cố đê bao, mặt khác trồng bần tạo bãi bồi. Còn để đối phó với nhiễm mặn thì khoan giếng để tưới tiêu.